# Hyperboloid

Jednodílný hyperboloid

Hyperboloid je plocha druhého stupně, neboli kvadratická plocha – kvadrika. Jsou dva druhy hyperboloidů, jednodílný a dvojdílný, které mohou být také zkosené (kosé). Není-li kosý, pak má hyperboloid tři navzájem kolmé roviny souměrnosti, které se protínají ve třech přímkách, jež nazýváme osami hyperboloidu. Jejich průsečík je středem souměrnosti. Rotační hyperboloid má navíc osu souměrnosti.

## Další informace
Povrch jednodílného hyperboloidu je složen z přímek, je to přímková plocha a proto nalézá uplatnění ve stavebnictví, např. u chladicích věží elektráren.

## Galerie

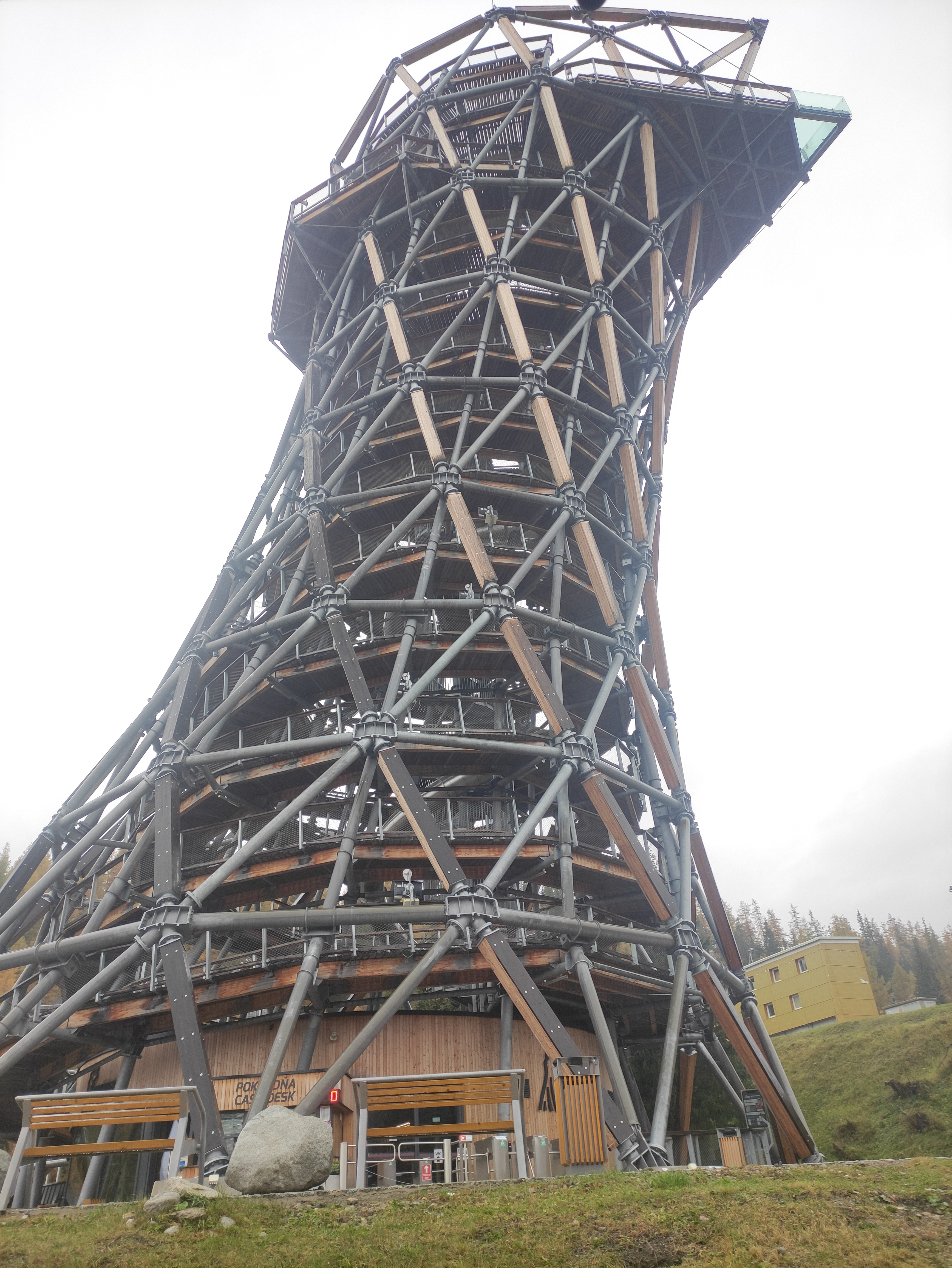
Tatras Tower